# Lemahabang Wetan
Lemahabang Wetan is een bestuurslaag in het regentschap Cirebon van de provincie West-Java, Indonesië. Lemahabang Wetan telt 3264 inwoners (volkstelling 2010).